# San Blas kommun, Mexiko
San Blas är en kommun i Mexiko.   Den ligger i delstaten Nayarit, i den centrala delen av landet, 700 km väster om huvudstaden Mexico City.
Följande samhällen finns i San Blas:
- San Blas
- Jalcocotán
- Guadalupe Victoria
- Aután
- La Libertad
- Aticama
- Campamento Aserradero
- Campamento Morelos
- Campamento CICA
- La Goma
- Laureles y Góngora
- Isla del Conde
- El Cora
- Campamento Laguna del Toro
- Jolotemba
- José María Mercado
- Las Palmas
- El Capomo
- Puerto Balleto
- Boca del Asadero
- Playa Ramírez
- Campamento Nayarit